# 1621 Druzhba
Az 1621 Druzhba (ideiglenes jelöléssel 1926 TM) a Naprendszer kisbolygóövében található aszteroida. Belyavskij, S. fedezte fel 1926. október 1-én.